# Big Dune
Big Dune is een groep duinen, die is gelegen in het noordelijke deel van de Amargosawoestijn in Nye County in de Amerikaanse staat Nevada. Het is een van de drie bekende plaatsen in Nevada waar "zingend zand" voorkomt. Die geluiden komen voor tijdens zandlawines. Big Dune heeft een maximale hoogte van 832 meter boven zeeniveau en steekt ongeveer 80 meter boven het omringende landschap uit. De duinen bevinden zich ongeveer vijftien kilometer ten zuiden van Beatty. Een zandpad leidt naar de voet van Big Dune. Het gebied wordt onder andere bezocht door bestuurders van terreinauto's, quads en buggy's en door zandborders.
De duinen, die samen een oppervlakte van vier vierkante kilometer beslaan, zijn in bezit van het Bureau of Land Management en vormen een door dat overheidsorgaan uitgeroepen "Area of Critical Environmental Concern" (ACEC) wegens het voorkomen van vier zeldzame keversoorten: de Pseudocotalpa giulianii, de Aegialia magnifica, de Miloderes rulieni en het geslacht Aphodius. Drie van die soorten zijn endemisch in Big Dune. De vegetatie op de duinen speelt een belangrijke rol voor alle vier de zeldzame keversoorten en omvat de creosootstruik en planten van de soorten Petalonyx thurberi, Argemone corybosa en Astragalus lentiginosus. Naast een ACEC vormt twee hectare van het complex het "Big Dune Beetle Protected Area" voor de bescherming van de kevers. In dat gebied zijn terreinauto's verboden.
Big Dune verscheen in de film Cherry 2000, waarin Big Dune door woestijnzand bedekte casino's van de Las Vegas Strip moest voorstellen.